# Jack DeSena
 (octobre 2020).
John Patrick De Sena dit Jack DeSena, né le 6 décembre 1987, est un acteur américain. Il est surtout connu pour son travail sur la série humoristique de sketchs All That, pour le rôle de Sokka sur la série Nickelodeon Avatar: Le dernier maître de l'air et pour le rôle de Callum sur la série Netflix Le Prince des dragons .

## Biographie
De Sena est né à Boston, Massachusetts. Sa famille a déménagé à Irvine, Californie en 1999 et il a fréquenté l'UCLA. Il était un membre très actif de la troupe internationale ComedySportz (une équipe d'improvisation comique qui participe à des jeux comme on le voit sur Whose Line is it Anyway? ). Ayant rejoint le casting de All That au début de sa 7e saison en 2002, il a ensuite été à égalité avec Logan Lerman pour le prix du jeune artiste 2005 de la meilleure performance dans une série télévisée (comédie ou drame) - Jeune acteur principal. Il a rapidement été reconnu pour ses ad-libbing habiles et intelligents grâce à son travail en tant que Sokka sur Avatar et a également joué le rôle de Jimmy Olsen dans The Batman .

Il est également connu sous le nom de «Mr. Roberts» dans la série télévisée 100 choses à faire avant le lycée, rôle qu'il a joué de 2014 à 2016.
Depuis le 19 janvier 2016, lui et son ami de longue date Chris W. Smith créent et jouent dans des sketches comiques sur leur chaîne YouTube "Chris and Jack" . De nouveaux sketchs sont téléchargés sur la chaîne le premier jeudi de chaque mois.
Il est actuellement la voix de Callum dans la série animée Netflix Le Prince des Dragons, qui a été créée le 14 septembre 2018.

## Filmographie

### Film
| Année | Titre                                            | Rôle              | Remarques                                              |
| ----- | ------------------------------------------------ | ----------------- | ------------------------------------------------------ |
| 2006  | Le sauvage                                       | Eze (voix)        |                                                        |
| 2008  | Dorae le film: Nobia et la légende du géant vert | Shiraa (voix)     | Dub anglais                                            |
| 2014  | JLA Adventures: Piégé dans le temps              | Robin (voix)      | Direct-à-vidéo                                         |
| 2015  | Films dans l'espace                              | La course CORPLOX | Court métrage                                          |
| 2016  | La salle blanche                                 | Homme mystérieux  | Court métrage; Également co-réalisateur / coproducteur |
| 2016  | Le voile                                         | Christian         |                                                        |
| 2018  | J'ai ça                                          | Chris             | Court métrage                                          |
| 2019  | Ils ne dureront pas                              | Alex              | Court métrage                                          |
| 2020  | Too Late                                         | David Zeller      | Tournage                                               |

### Télévision
| Année        | Titre                              | Rôle                                       | Remarques |
| ------------ | ---------------------------------- | ------------------------------------------ | --- |
| 2002-05      | Tout ça                            | Interprète régulier                        | 35 épisodes                                                                                                  |
| 2004         | Fondé pour la vie                  | L'ami de Jack / Jimmy                      | Épisodes: "Beat on the Brat", "Get a Job"                                                                    |
| 2005-08      | Avatar: le dernier maître de l'air | Sokka (voix)                               | Le rôle principal                                                                                            |
| 2007         | roi de la colline                  | Kevin (voix)                               | Épisode: "Luanne a de la chance"                                                                             |
| 2007         | Le Batman                          | Jimmy Olsen (voix)                         | Épisode: "L'histoire de Batman / Superman: Partie 1"                                                         |
| 2008-09      | Vie de dortoir                     | Shane Reilly                               | 46 épisodes; Egalement écrivain                                                                              |
| 2011         | Générateur Rex                     | Rand / Lance (voix)                        | Épisode: "Crash & Burn"                                                                                      |
| 2012         | Champ de bataille                  | Cole Graner                                | 13 épisodes                                                                                                  |
| 2013         | Sam et chat                        | Juge en chef                               | Épisode: "#TextingCompetition"                                                                               |
| 2014         | Melissa et Joey                    | James                                      | Épisode: "Mon toit, mes règles"                                                                              |
| 2014-2016    | 100 choses à faire avant le lycée  | M. Roberts                                 | 22 épisodes                                                                                                  |
| 2016         | maison des mensonges               | Bruce                                      | Épisode: "Accord violent"                                                                                    |
| 2016         | Dudas légendaires                  | Serveur assistant                          | Épisode: "King Sam / Karate Kids"                                                                            |
| 2016-présent | Chris et Jack                      | Jack / Paul / Agent dix-sept / Holfax      | 28 épisodes (websérie)                                                                                       |
| 2017         | Veep                               | Hayden                                     | Épisode: "Omaha"                                                                                             |
| 2017         | Seven Bucks Digital Studios        | Écrivain                                   | Épisode: "La bagarre dans l'arrière-cour du jour de l'indépendance du Rock avec Samantha Jo de Wonder Woman" |
| 2018         | Désolé pour ta perte               | Épisode: "Une veuve entre dans un mariage" | |
| 2018-présent | Le prince dragon                   | Callum (voix)                              | Le rôle principal                                                                                            |
| 2020         | Monkie Kid                         | MK (voix)                                  | Le rôle principal                                                                                            |
| TBA          | La Coop                            | Écrivain                                   | 2 épisodes                                                                                                   |

### Jeux vidéo
| Année | Titre                                                  | Rôle de la voix | Remarques |
| ----- | ------------------------------------------------------ | --------------- | --------- |
| 2006  | Avatar: le dernier maître de l'air                     | Sokka           |           |
| 2007  | Avatar: Le dernier maître de l'air - La Terre brûlante | Sokka           |           |
| 2008  | Avatar: Le dernier maître de l'air - Dans l'enfer      | Sokka           |           |
| 2011  | Nicktoons MLB                                          | Chiot Dudley    |           |